# Andreas Estner
Andreas Estner (Múnich, Alemania, 3 de julio de 2000) es un piloto de automovilismo alemán. En 2021 corrió en la Eurofórmula Open.

## Resumen de carrera
| Temporada | Categoría                                   | Equipo                | Carreras | Victorias | Poles | VR | Podios | Puntos | Pos. |
| --------- | ------------------------------------------- | --------------------- | -------- | --------- | ----- | -- | ------ | ------ | ---- |
| 2016      | ADAC Fórmula 4                              | RS Competition        | 24       | 0         | 0     | 0  | 0      | 0      | 41.º |
| 2016      | Campeonato Zona Centroeuropea E2-1600       | N/A                   | 2        | 2         | 0     | 1  | 2      | N/A    | NC†  |
| 2017      | ADAC Fórmula 4                              | Neuhauser Racing Team | 21       | 0         | 0     | 0  | 0      | 33     | 17.º |
| 2017      | Campeonato de Italia de Fórmula 4           | ADM Motorsport        | 3        | 0         | 0     | 0  | 0      | 0      | NC†  |
| 2017      | Trofeo Remus Formel 4                       | N/A                   | 2        | 2         | ?     | ?  | 2      | 25     | 5.º  |
| 2017      | Copa de Europa del Norte de Fórmula Renault | Anders Motorsport     | 0        | 0         | 0     | 0  | 0      | 0      | NC   |
| 2018      | ADAC Fórmula 4                              | Neuhauser Racing Team | 15       | 0         | 0     | 0  | 0      | 28     | 14.º |
| 2018      | Campeonato de Italia de Fórmula 4           | Van Amersfoort Racing | 3        | 0         | 0     | 0  | 1      | 19     | 16.º |
| 2018–19   | MRF Challenge                               | MRF Racing            | 15       | 2         | 0     | 0  | 5      | 181    | 4.º  |
| 2019      | Campeonato de Fórmula 3 de la FIA           | Jenzer Motorsport     | 16       | 0         | 0     | 0  | 0      | 0      | 26.º |
| 2019      | Gran Premio de Macao                        | Jenzer Motorsport     | 1        | 0         | 0     | 0  | 0      | N/A    | 20.º |
| 2019      | Campeonato GB3                              | Lanan Racing          | 6        | 0         | 0     | 0  | 0      | 41     | 18.º |
| 2019      | Campeonato de Fórmula Regional Europea      | Van Amersfoort Racing | 3        | 0         | 0     | 0  | 0      | 24     | 17.º |
| 2020      | Eurofórmula Open                            | Van Amersfoort Racing | 18       | 0         | 0     | 0  | 6      | 177    | 3.º  |
| 2020      | Campeonato de Fórmula 3 de la FIA           | Campos Racing         | 2        | 0         | 0     | 0  | 0      | 0      | 35.º |
| 2021      | Eurofórmula Open                            | Van Amersfoort Racing | 3        | 0         | 0     | 0  | 0      | 6      | 21.º |
| Fuente:   |                                             |                       |          |           |       |    |        |        |      |

## Resultados

### Campeonato de Fórmula 3 de la FIA
(Clave) (negrita indica pole position) (cursiva indica vuelta rápida puntuable)

| Año  | Escudería         | 1    | 1    | 2    | 2    | 3   | 3   | 4    | 4    | 5    | 5    | 6   | 6   | 7   | 7   | 8   | 8   | 9   | 9   | Pos. | Puntos | Ref.  |
| ---- | ----------------- | ---- | ---- | ---- | ---- | --- | --- | ---- | ---- | ---- | ---- | --- | --- | --- | --- | --- | --- | --- | --- | ---- | ------ | ----- |
| 2019 | Jenzer Motorsport | BAR  | BAR  | LEC  | LEC  | SPI | SPI | SIL  | SIL  | BUD  | BUD  | SPA | SPA | MNZ | MNZ | SOC | SOC |     |     | 26.º | 0      | [ 3 ] |
| 2019 | Jenzer Motorsport | 25   | 22   | 11   | 11   | 23  | 20  | 23   | 22   | 21   | 15   | 23  | 17  | 22  | 24  | 24  | 18  |     |     | 26.º | 0      | [ 3 ] |
| 2020 | Campos Racing     | SPI1 | SPI1 | SPI2 | SPI2 | BUD | BUD | SIL1 | SIL1 | SIL2 | SIL2 | BAR | BAR | SPA | SPA | MNZ | MNZ | MUG | MUG | 35.º | 0      | [ 4 ] |
| 2020 | Campos Racing     |      |      |      |      |     |     |      |      |      |      |     |     | 27  | 20  |     |     |     |     | 35.º | 0      | [ 4 ] |